# Vera Nikolić Podrinska
Vera Nikolić Podrinska (ur. 8 czerwca 1886 w Zagrzebiu, zm. 28 marca 1972 tamże) – chorwacka malarka i baronessa. 

## Życiorys
Nikolić Podrinska była córką chorwackiego podbana barona Vladimira Nikolicia i baronessy Elle z domu Scotti. Dzięki majętnej rodzinie, początkowe nauki malarstwa pobierała w domu u prywatnych nauczycieli; z wiekiem zaczęła podróżować, by studiować i zwiedzać najważniejsze galerie. Studiowała malarstwo na Akademii Sztuki i Rzemiosła (dzisiejsza Akademia Sztuk Plastycznych) w Zagrzebiu i na Akademii Sztuk Pięknych w Wiedniu; studia na Académie Julian w Paryżu odbyła pod kierunkiem André Lhote. Jej pierwsza wystawa solowa odbyła się w 1917 roku.
Jej malarstwo na początku kariery było realistyczne, po czym rozwinęło się w stronę postimpresjonizmu. Z kolei jej późne prace miały cechy postkubizmu. Tworzyła ilustracje do gazet i czasopism; ilustrowała także książkę podróżniczą Od Zagreba do Bangkoka (Od Zagrzebia do Bangkoku) swojego autorstwa.
Po śmierci ojca w 1933 roku, przejęła posiadłość rodzinną w dzielnicy Prekrižje w Zagrzebiu; za jej zarządzanie otrzymała wyróżnienia podczas wystaw rolniczych w okresie przed II wojną światową. W 1939 roku wybudowała willę w Novim Vinodolskim, którą za jej życia odwiedzało wielu znaczących artystów; lokalna ludność nazwała budynek willą Baronessy.
W 1944 roku, jej posiadłość przy ulicy Pantovcak 203 w Zagrzebiu została wykorzystana jako obóz jeniecki dla żołnierzy aliantów. Nikolić traktowała więźniów jak gości: żołnierze mieli dostęp do alianckich stacji radiowych, mogli także swobodnie się poruszać. Niektórzy pracowali w winnicy należącej do posiadłości, co było dokumentowane, by po wojnie móc wypłacić należną płacę za wykonanie pracy. Gdy w 1966 roku przyjechała do Stanów Zjednoczonych na wystawę swojego malarstwa, została przywitało w Cleveland przez kilku byłych jeńców.
Nikolić Podrinska przez większość swojego życia prowadziła działalność filantropijną, którą zaczęła od swojej pierwszej wystawy w 1917 roku, gdy dochód ze sprzedaży prac przekazała na dzieci osierocone podczas wojny. Była także mecenasem młodych artystów, takich jak Kamilo Tompa i Leo Junek.